# 桜堤 (武蔵野市)

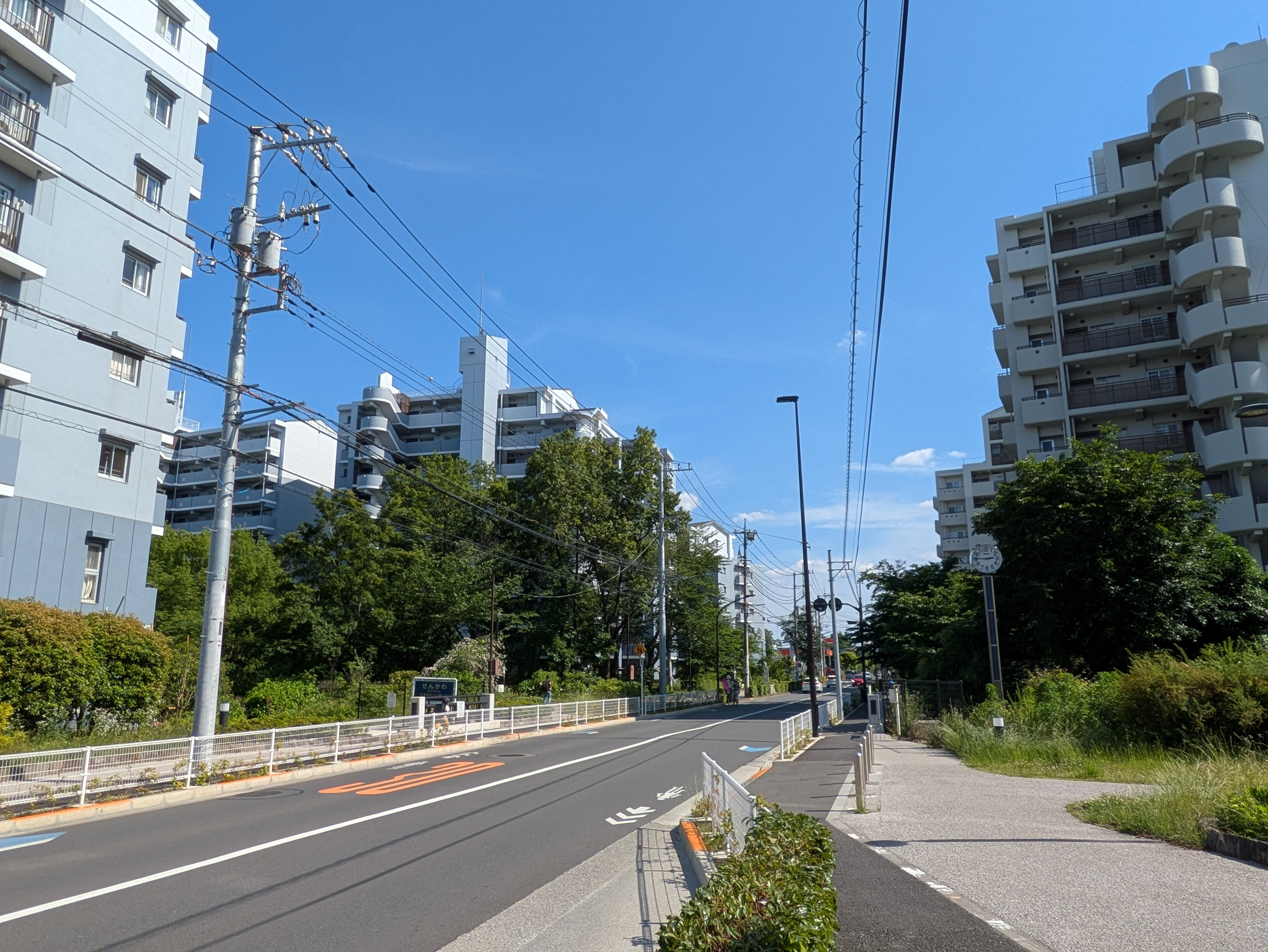
サンヴァリエ桜堤（2025年5月）

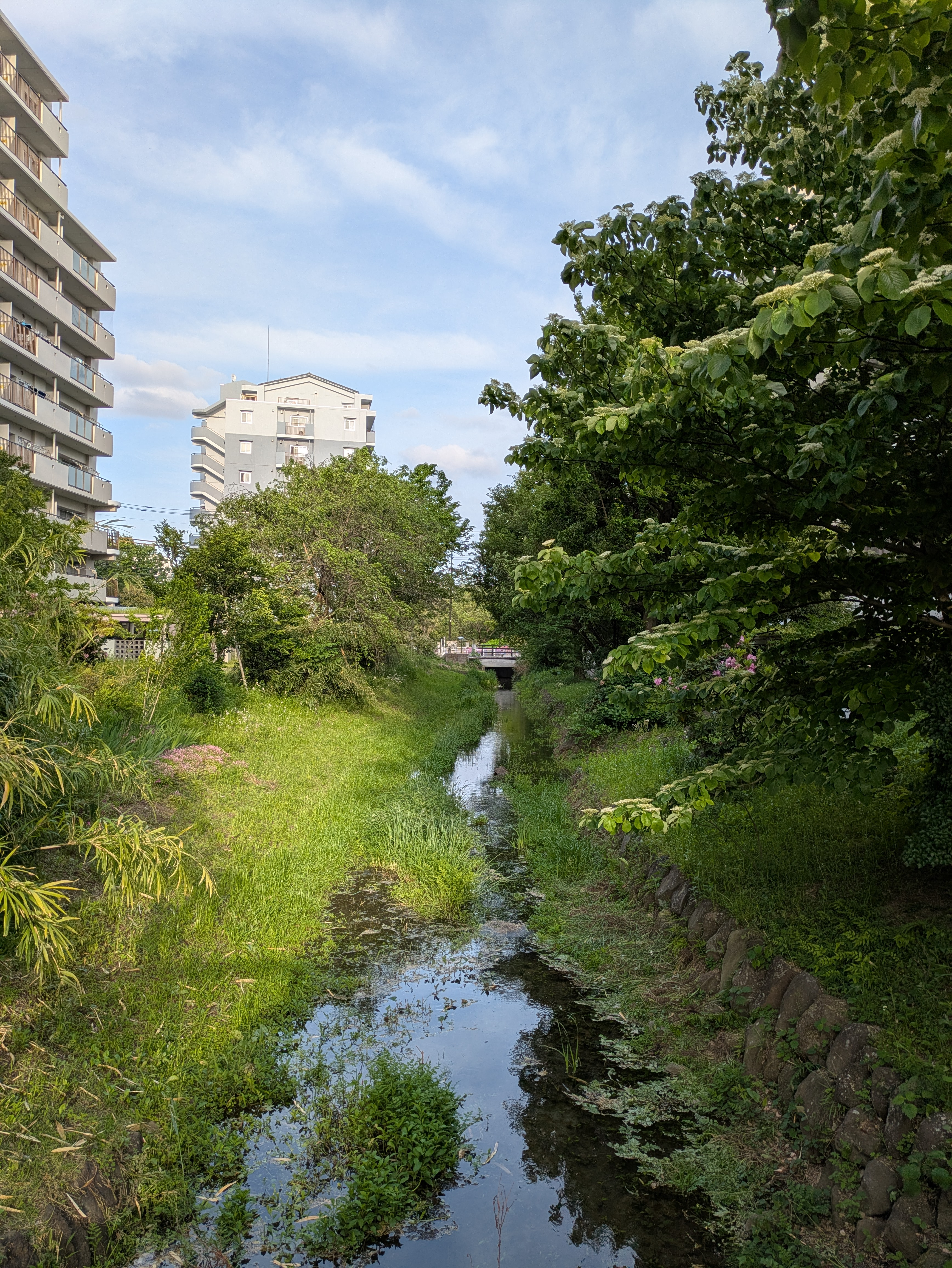
サンヴァリエ桜堤と仙川

桜堤（さくらづつみ）は、東京都武蔵野市の地名。現行行政地名は桜堤一丁目から桜堤三丁目。郵便番号は180-0021（武蔵野郵便局管区）。面積は0.61km2。

## 地域
武蔵野市の西部に位置する地域である。東から時計回りに関前、境、小金井市梶野町並びに関野町、西東京市向台町及び新町に隣接する。町内はサンヴァリエ桜堤などの大型マンションと戸建住宅が混在した住宅街となっている。
小金井公園の東端部（野球場・テニスコート等）が桜堤三丁目地内にある。

### 河川
- 玉川上水 - 桜堤二丁目と桜堤三丁目の境界を流れる。
- 仙川 ｰ 桜堤二丁目と桜堤一丁目を流れる。

### 地価
住宅地の地価は、2014年（平成26年）1月1日の公示地価によれば、桜堤3-3-1の地点で32万3000円/m2となっている。

## 歴史
- 1962年（昭和37年）4月1日 - 武蔵野市内の町名整理が行われ、大字境が境南町・境・桜堤に分割される[6]。
- 1966年（昭和41年）4月1日 - 住居表示実施[6]。

## 世帯数と人口
2018年（平成30年）1月1日現在の世帯数と人口は以下の通りである。
| 丁目       | 世帯数    | 人口    |
| ---------- | --------- | ------- |
| 桜堤一丁目 | 1,386世帯 | 2,662人 |
| 桜堤二丁目 | 1,920世帯 | 5,121人 |
| 桜堤三丁目 | 524世帯   | 1,109人 |
| 計         | 3,830世帯 | 8,892人 |

## 小・中学校の学区
市立小・中学校に通う場合、学区は以下の通りとなる
| 丁目       | 街区 | 小学校               | 中学校               |
| ---------- | ---- | -------------------- | -------------------- |
| 桜堤一丁目 | 全域 | 武蔵野市立桜野小学校 | 武蔵野市立第二中学校 |
| 桜堤二丁目 | 全域 | 武蔵野市立桜野小学校 | 武蔵野市立第二中学校 |
| 桜堤三丁目 | 全域 | 武蔵野市立桜野小学校 | 武蔵野市立第二中学校 |

## 交通

### 鉄道
武蔵境駅が最寄りとなるが、桜堤三丁目からはバスで花小金井駅・田無駅も利用可能である。
| 隣接する街区の駅                                                             |
| ---------------------------------------------------------------------------- |
| JR中央線 西武多摩川線 - 武蔵境駅(JC 13) (SW 01) JR中央線 - 東小金井駅(JC 14) |

### 路線バス
- 関東バス
- 小田急バス

### 道路
- 東京都道7号杉並あきる野線（五日市街道）
- 東京都道123号境調布線（天文台通り）

## 施設
- サンヴァリエ桜堤
- 武蔵野市立桜野小学校
- 武蔵野市立第二中学校
- 都立小金井公園